# 厚唇花鮨
厚唇花鮨（学名：Anthias pascalus）为鮨科花鮨属的鱼类。分布于台湾南方澳、恒春等。该物种的模式产地在琉球群岛。

## 扩展阅读
維基物種上的相關：厚唇花鮨